# Borojoa venezuelensis
Borojoa venezuelensis är en måreväxtart som beskrevs av Julian Alfred Steyermark. Borojoa venezuelensis ingår i släktet Borojoa och familjen måreväxter. Inga underarter finns listade i Catalogue of Life.